# Габиден Мустафинская поселковая администрация
Габиде́н Муста́финская поселковая администрация (каз. Ғабиден Мұстафин кенттік әкімдігі) — административная единица в составе Бухар-Жырауского района Карагандинской области Казахстана. Административный центр и единственный населённый пункт — посёлок Габидена Мустафина. По состоянию на 1989 год существовал Токаревский поселковый совет ликвидированного Тельманского района Казахской ССР.

## Население
Население — 4078 человека (2009; 4294 в 1999, 4973 в 1989).
| Численность населения | Численность населения | Численность населения | Численность населения | Численность населения | Численность населения | Численность населения | Численность населения |
| 1959                  | 1970                  | 1979                  | 1989                  | 1991                  | 1999                  | 2009                  | 2017                  |
| --------------------- | --------------------- | --------------------- | --------------------- | --------------------- | --------------------- | --------------------- | --------------------- |
| 5393                  | ↘5041                 | ↗5161                 | ↘4973                 | ↗5000                 | ↘4294                 | ↘4078                 | ↗4115                 |

## История
Токаревский рабоче-поселковый совет был образован Указом Президиума Верховного Совета Казахской ССР от 17 июня 1946 года на базе разукрупнённого Токаревского сельского совета Тельманского района в составе села Токаревка — центр сельсовета, и подчинённые ему населенные пункты при станции Нуринская, подхоза УМВД, Токаревской МТС и железнодорожных казарм. Кроме того, из состава Токаревского сельсовета вышли — Сергиопольский сельсовет с центром в селе Сергиополь с подчинением ему колхоза «Первое мая» и базы «Тузда» и Май-Узекский сельский Совет с центром в населённом пункте Май-Узек с подчинением ему рудника «Май-Узек», шахты № 3 и Куучекинской геолого-разведочной партии.
Одним из председателей Токаревского поселкового совета был Герой Советского Союза Прокофий Корниенко.